# UTC+13:00

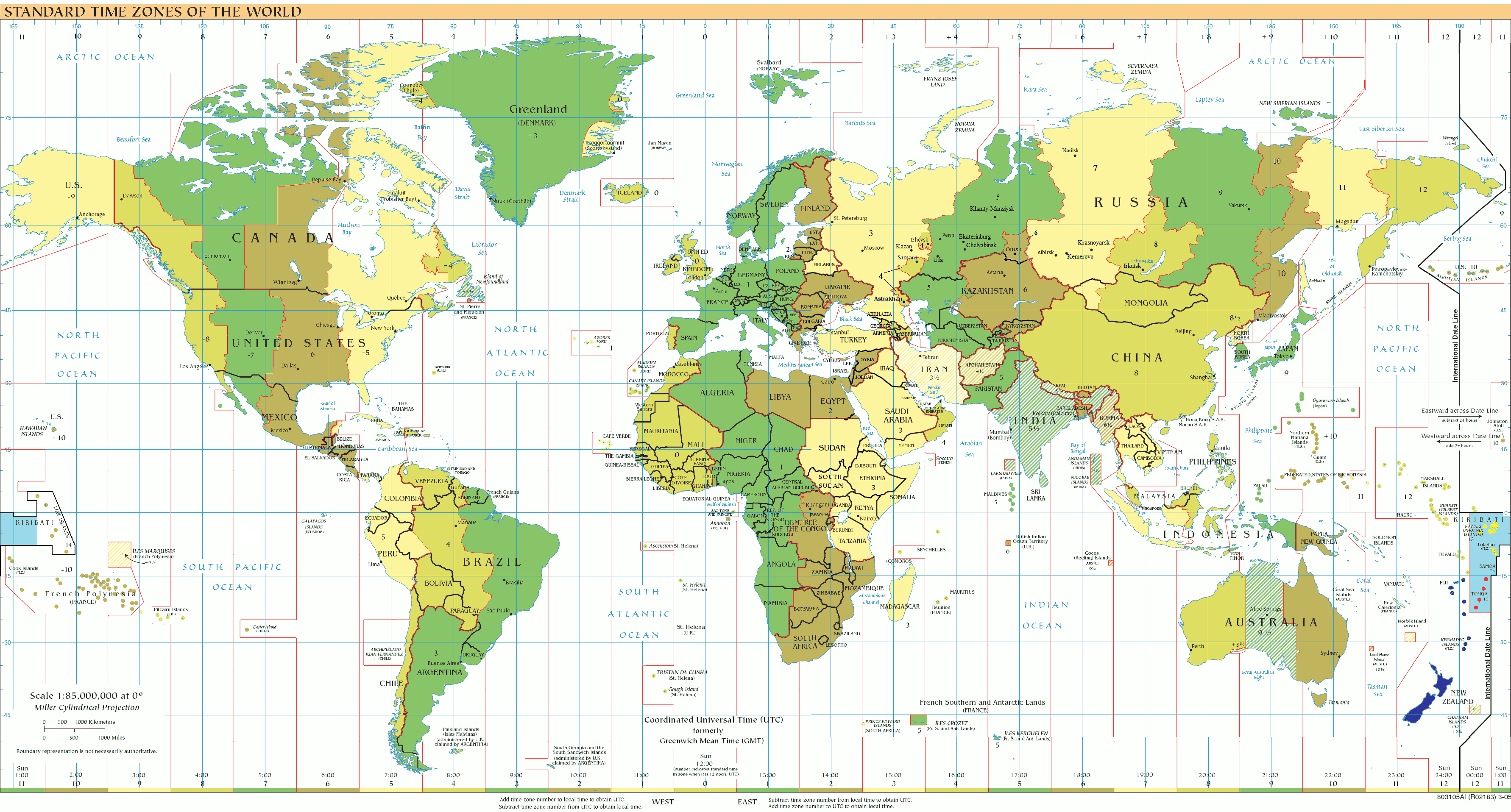
UTC+13:Blau (desembre), taronja (juny), groc (l'any sencer), blau clar (àrees marines)

UTC+13:00 és una zona horària d'UTC amb 13 hores més tard que l'UTC. El seu codi DTG és M+, M*  o M0.. La diferència de temps entre l'hora UTC-11:00 i UTC+13:00 és exactament de 24 hores. Per tant, les dues zones horàries tenen la mateixa hora, però hi ha un dia de diferència.

## Zones horàries
- Phoenix Island Time (PHOT)
- Tonga Time (TOT)

Horaris d'estiu
- New Zealand Daylight Time (NZDT)

## Franges

### Temps estàndard (l'any sencer)
- Kiribati
  - Illes Fènix
- Tonga

### Temps d'estiu (estiu a l'hemisferi sud)
Aquestes zones utilitzen l'UTC+12:00 a l'hivern i l'UTC+13:00 a l'estiu.
- Fiji
- Nova Zelanda (menys Illes de Chatham)

## Geografia
UTC+13 és la zona horària nàutica que comprèn l'alta mar entre la meridià 180° i 165° oest de longitud.

## Història
A Samoa a partir del 29 de desembre del 2011 al fus horari passa de UTC-11:00 a UTC+13:00 i de UTC-10:00 a UTC+14:00 per l'horari d'estiu. A partir de la decisió de Samoa, Tokelau, territori d'ultramar depenent de Nova Zelanda, va anunciar la mateixa mesura.
Abans les illes Fènix (república de Kiribati) estaven el fus horari d'UTC-11:00 però el 31 de desembre de 1994 va passar el UTC+13:00.
La part oriental de Rússia amb UTC+13 hores fins a l'estiu de 2009.